# Air Leone
Air Leone war eine Fluggesellschaft in Sierra Leone mit Sitz in Freetown und Drehkreuz am Freetown International Airport. Von 2000 bis 2005 wurden regionale Linien- und Frachtflüge durchgeführt.
Bei Liquidierung verfügte Air Leone über zwei Flugzeuge des Typs Douglas DC-9-32. Davor hatte sie auch zwei BAC 1-11 im Einsatz.
Am 22. März 2006 ordnete die Europäische Kommission durch Verordnung ein Betriebsverbot in der Europäischen Union für sämtliche in Sierra Leone registrierten Fluggesellschaften an, das bis heute wirksam ist (Stand 2021). Aus Sicht der Kommission verfügt Sierra Leone über kein angemessenes System zur Beaufsichtigung seiner Luftfahrtunternehmen oder deren Luftfahrzeuge und nicht über die technische Kapazität oder die Mittel zur Durchführung dieser Aufgabe. Im Anhang A der Verordnung, der Liste der Luftfahrtunternehmen, deren gesamter Betrieb in der Gemeinschaft untersagt ist, war die Gesellschaft als Air Leone, Ltd. namentlich aufgeführt. Mit der zweiten Aktualisierung der Liste zum 15. Oktober 2006 wurde die Gesellschaft herausgenommen.